# Estação Primeira de Baeta Neves
GRCES Estação Primeira de Baeta Neves é uma escola de samba de São Bernardo do Campo.
Foi a sexta escola a desfilar pelo Grupo 1 (primeira divisão) no desfile oficial da cidade em 2009.
Em 2011, foi a segunda a desfilar.
Em 2012, apresentou a arte em suas variada formas, como tema de seu carnaval.

## Enredos
| Ano  | Colocação | Grupo       | Enredo                                                                                                | Ref.          |
| ---- | --------- | ----------- | --- | ------------- |
| 2001 | Campeã    | Pleiteantes | Do Sonho à Realidade                                                                                  | [ 9 ] [ 10 ]  |
| 2002 | 2º lugar  | II          | Amor ao Carnaval – Retornando à Passarela Paulista.                                                   | [ 10 ] [ 11 ] |
| 2003 | Campeã    | II          | | [ 10 ] [ 12 ] |
| 2004 | 6º lugar  | I           | As Águas Vão Rolar.                                                                                   | [ 13 ] [ 14 ] |
| 2005 | 3º lugar  | I           | Amor, Respeito e Dignidade                                                                            | [ 2 ]         |
| 2006 |           | I           | O Devastar de um Eldorado com Sonhos e Conquistas; Vento, um Fenômeno da Natureza.                    | [ 2 ]         |
| 2008 |           | I           | A mágica alquimista de um sonhador                                                                    | [ 1 ]         |
| 2009 |           | I           | Sou Riso, Sou Alegria, Sou Ilusão, Mistério e Magia, Sou Tulim Pim Pim Encantando a Avenida.          | [ 15 ]        |
| 2011 |           | I           | A esperança do nosso planeta está em nossas mãos.                                                     | [ 16 ]        |
| 2012 |           | I           | Sou o Samba Trazendo a Arte na Avenida                                                                | [ 17 ]        |
| 2013 |           | I           | Deus e o diabo na terra do sol: da criação divina à degradação da terra, a consciência é a esperança. | [ 18 ]        |
| 2014 | 7º lugar  | I           | Lendas e Mistérios no Eldorado do Brasil                                                              | [ 19 ] [ 20 ] |

## Títulos
- Campeã do Grupo de pleiteantes: 2001
- Campeã do Grupo II: 2003